# Luigi Arcangeli

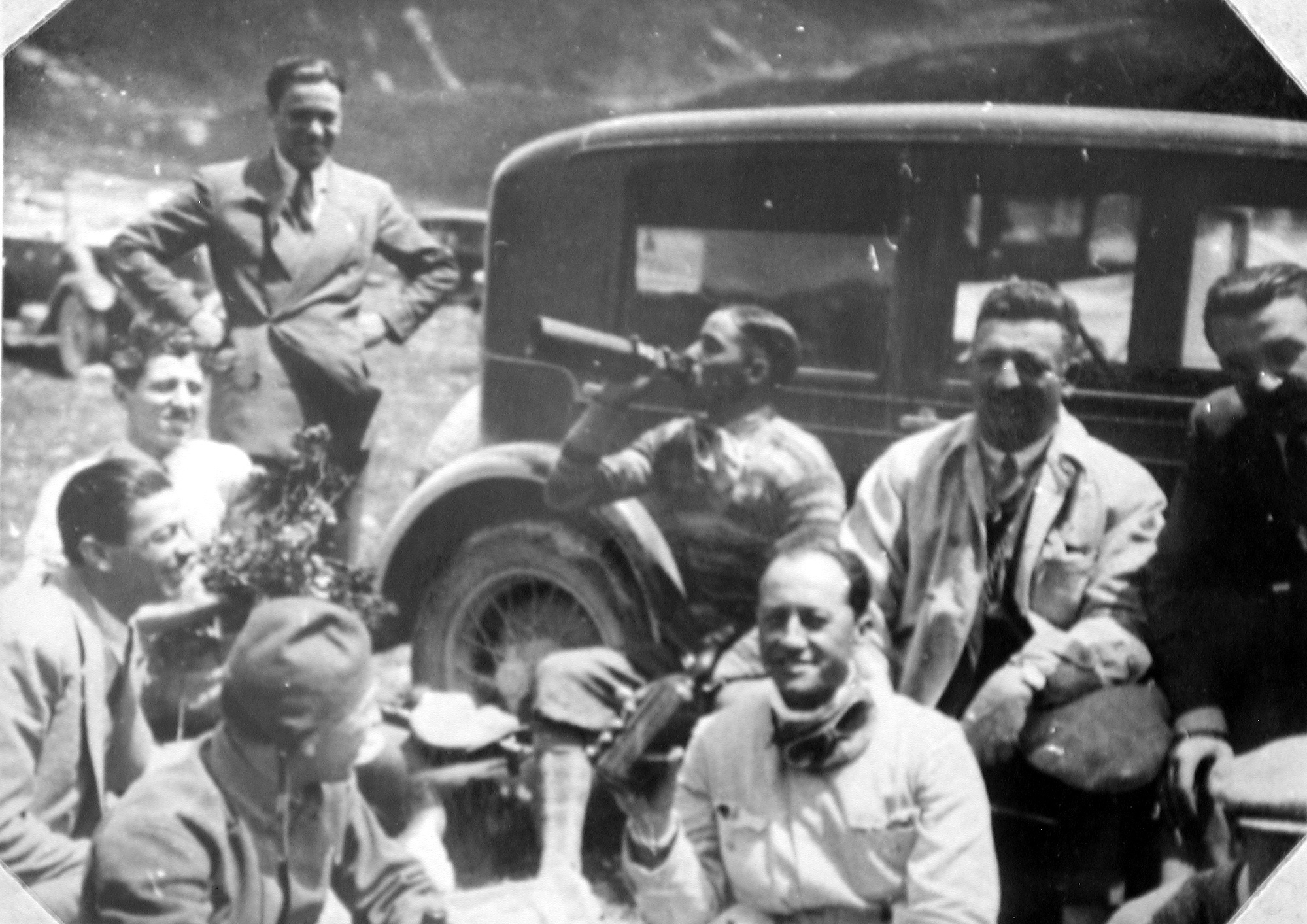
Luigi Arcangeli vorne im weißen Overall mit der Flasche in der Hand, mit Teamkollegen der Scuderia Ferrari in den frühen 1930er-Jahren; rechts hinter ihm Teamchef Enzo Ferrari

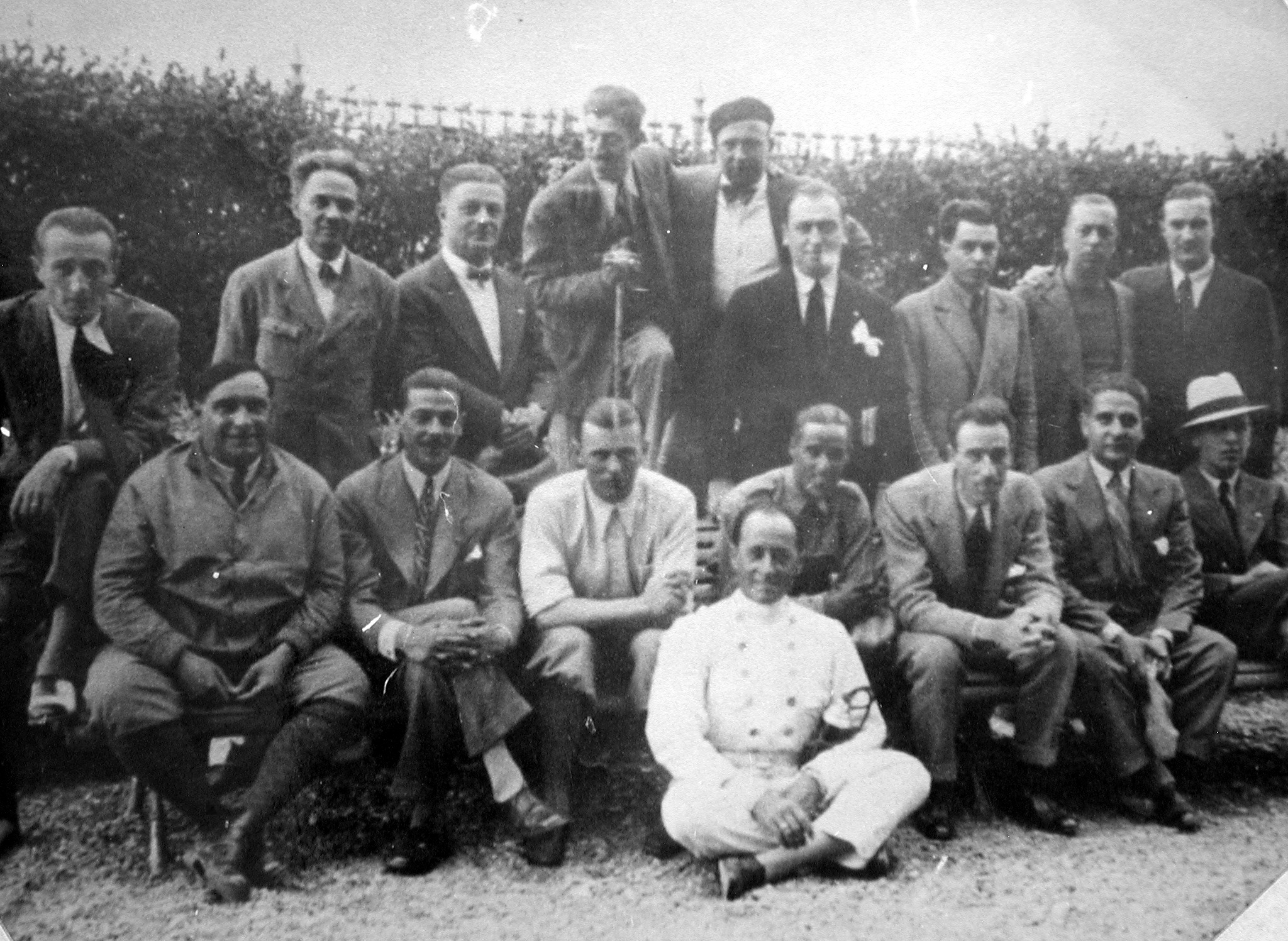
Auch dieses Bild zeigt Arcangeli inmitten der Scuderia-Ferrari-Piloten; in der ersten Reihe von Links: Giuseppe Campari, Prospero Gianferrari, Achille Varzi, Luigi Arcangeli und Tazio Nuvolari

Luigi Arcangeli (* 16. Juni 1894 in Savignano sul Rubicone; † 23. Mai 1931 in Monza) war ein italienischer Motorrad- und Automobilrennfahrer.

## Motorradsport
Luigi Arcangeli bestritt in den 1910er-Jahren zuerst Radrennen, danach wechselte er zum Motorradsport. In den frühen 1920er-Jahren kaufte er sich eine Schweizer Motosacoche, mit der er gegen die besten italienischen Motorradrennfahrer dieser Zeit, wie Achille Varzi, Amilcare Moretti, Tazio Nuvolari oder Pietro und Mario Ghersi antrat. 1925 wurde er auf einer 500-cm³-Saroléa Zweiter bei der VII. Raid Nord-Sud von Mailand nach Neapel. Später trat er auf Harley-Davidson, Calthorpe, Indian, Garelli, bis er 1926 für Bianchi an der Seite von Nuvolari, Karl Kodric und Gino Zanchetta antrat.
1927 wurde Arcangeli Nachfolger von Varzi als Werksfahrer bei Sunbeam und war der erste Italiener, der bei der Tourist Trophy mit dem zweiten Rang aufs Podium der ersten Drei fuhr. Ein Jahr davor siegte er bei der italienischen Tourist Trophy.

## Automobilsport
1924, noch während seiner Zeit als Motorradrennfahrer, hatte Luigi Arcangeli sein erstes Autorennen bestritten. 1928 begann er regelmäßig Rennen zu fahren und ging in diesem Jahr zum ersten Mal bei der Mille Miglia an den Start. Als Copilot von Cesare Schieppati beendete er das Rennen auf einem OM Tipo 665SMM als 18. der Gesamtwertung. Bei einer Fahrzeit von 21:47.56 Stunden war der Rückstand auf den Sieger Giuseppe Campari allerdings beachtlich. Seinen ersten Sieg feierte Arcangeli am 24. Juni 1928 beim Circuito di Cremona auf einem französischen Talbot-Darracq 700. Im August desselben Jahres gewann er den Circuito di Senigallia auf einem 2-Liter-Bugatti T35C vor seinem Landsmann Luigi Fagioli, der einen Salmson fuhr.
Ab 1929 begann er regelmäßig bei Grand-Prix-Rennen mit Monoposto-Rennwagen, sowohl für die Scuderia Materassi als auch für die Werksmannschaft von Maserati, an den Start zu gehen. Zu Beginn der Saison 1930 beendete er den Gran Premio di Tripoli als Zweiter und gewann den Premio Reale di Roma, nachdem er in der letzten Runde den führenden Louis Chiron überholt hatte. Der Sieg in Rom war sein bislang größter Erfolg im Automobilsport.
1929 hatte Enzo Ferrari einen eigenen Rennstall gegründet. Die Scuderia Ferrari übernahm mit Beginn des Jahres 1930 die Rennaktivitäten von Alfa Romeo. Im Juni 1930 unterschrieben er und Baconin Borzacchini Verträge bei der Scuderia, die ihnen Einsätze bei Sportwagenrennen garantierten.
In der langen und erfolgreichen Motorsportgeschichte von Ferrari war Arcangeli der erste Fahrer, der ein Sportwagenrennen für die Scuderia gewann. Im August 1930 siegte er beim Sportwagenrennen Tre Province und begann damit eine vier Rennen umfassende Siegesserie. Nach dem Erfolg auf der 128 km langen Strecke von Bologna über Pistoia nach Modena, triumphierte er in Senigallia, Foggia und bei der Coppa della Sila.
Beim Gran Premio di Monza 1930 musste er sich für Maserati fahrend seinem Teamkollegen Varzi knapp geschlagen geben und beendete das Rennen als Zweiter.
Die Saison 1931 war zu Beginn wenig erfolgreich verlaufen. Sowohl bei der Mille Miglia, als auch bei der Targa Florio war Arcangeli durch Unfälle ausgeschieden bzw. musste bei Targa nach einer Augenverletzung aufgeben, wo Goffredo Zehender den Wagen weiterfuhr. Der dritte Unfall in Folge, beim Training zum Großen Preis von Italien, endete fatal.

### Tod in Monza
Arcangeli verunglückte am 23. Mai 1931, beim Training zum Großen Preis von Italien auf dem Autodromo Nazionale Monza tödlich. Vom Unfall nach der zweiten Lesmo-Kurve gab es keine Augenzeugenberichte, sodass bis heute die Unfallursache unklar ist. Ob die Kollision mit einem Hasen am Tag davor die Lenkung des Alfa Romeo 12C Tipo A Monoposto Bimotore beschädigt hatte, blieb daher genauso Spekulation wie der Umstand, ob Arcangeli beim Versuch, die bislang beste Rundenzeit von Giuseppe Campari zu unterbieten, einen Fahrfehler beging. Arcangeli starb an Kopfverletzungen, wobei der Alfa Romeo nur leicht beschädigt wurde.
Arcangeli wurde wenige Tage nach dem Unfall in seinem Geburtsort unter großer Anteilnahme der Bevölkerung beigesetzt.

## Vorkriegs-Grands-Prix-Ergebnisse
| Saison | Team             | Wagen              | 2   | 3 | Punkte | Position |   |
| ------ | ---------------- | ------------------ | --- | - | ------ | -------- | - |
| 1931   | Scuderia Ferrari | Alfa Romeo 8C 2300 |     |   |        | —        | — |
| 1931   | Scuderia Ferrari | Alfa Romeo 8C 2300 | DNS |   |        | —        | — |